# ジョージ -メンズコーチ-
ジョージ -メンズコーチ-（本名: ジョージ〈丈二〉・フィリップス〈英語: Joji Philips〉、1999年〈平成11年〉5月19日 - ）は、日本のYouTuberであり、男性向けの自己啓発やライフスタイルに関するコンテンツを提供している。彼のYouTubeチャンネルジョージ -メンズコーチ-は、2025年時点で40万人を超えている。また、X（旧Twitter）では@coach_jojiとして活動している。

## 生い立ちと学歴
1999年5月19日に千葉県銚子市で生まれた。幼少期からサッカーに打ち込み、鹿島アントラーズジュニアユースに所属していた。暁星国際高等学校に進学し、フォワードとして活躍した。その後、青山学院大学法学部法律学科に入学したが、4年間在籍し、2年間の休学を経て中退している。学在学中から男磨きやオンラインビジネスを開始し、YouTubeチャンネルを開設した。

## キャリア
大学在学中に、男磨きやオンラインビジネスを開始したジョージは、自身の経験やアドバイスを発信するためにYouTubeチャンネルを開設した。 彼の動画は、「お前さ、自分のこと好き？」といった印象的なフレーズで始まり、多くの視聴者の心に響いている。また、危機感ニキの愛称でも知られ、「厳しいって。」という口癖が特徴的である。さらに、彼は3年間にわたりYouTubeチャンネルを運営し、男磨きに関する動画を300本以上投稿、1000名を超えるオンラインサロンを運営し、50名以上の男性を直接コーチングしてきたという。

## パーソナルライフ
ジョージの父親がイギリスとアイルランドのハーフであり、ジョージの弟サムもフィットネスコーチとして活動し、SAM Get It Rightという名前でYouTubeのインフルエンサーとして活躍している。身長は182 cmだと言われている。

### 動画
1. ↑  “僕のYouTube登録者10万人までの道のり（モチベーション）”. YouTube (2023年4月14日). 2025年3月1日閲覧。
2. ↑  “お前、自分のこと好き？”. YouTube (2023年9月14日). 2025年2月28日閲覧。
3. ↑  “【残酷な事実】『スポーツ経験が無い陰キャ』が ”一生モテずに” 人生終わる理由”. YouTube (2023年11月15日). 2025年3月1日閲覧。
4. ↑  “危機感が全て。お前最後に頑張ったのいつ？”. YouTube (2024年4月18日). 2025年2月28日閲覧。